# حشرة كورية
الحشرة الكورية هي مثير للشهوة الجنسية في الصين وكوريا وبعض أجزاء من جنوب شرق آسيا مثل ماليزيا وسنغافورة وإندونيسيا والفلبين إما تؤكل حية أو في شكل جيلاتين. لم يختبر تأثير مثير للشهوة الجنسية سريريًا ويحدث عن طريق تثبيط الكانثاريدين للفوسفوديستيراز ونشاط البروتين الفوسفاتيز وتحفيز مستقبلات الأدرينالين، مما يؤدي إلى احتقان الأوعية الدموية والالتهابات.
الكانثاريدين مثير للشهوة الجنسية غير موثوق به وخطير. يعتمد تأثيره بشكل أساسي على تحفيز الجهاز البولي التناسلي، وقد يتسبب بالقساح(فرط نشاط قوي في الحوض مع الانتصاب اللاحق أو احتمالية الانتصاب المستمر).
الحشرة هي نوع من خنفساء من أنواع Ulomoides dermestoides(نوع من الخنفساء المعروف تحت مجموعة متنوعة من الأسماء الشائعة، مثل الخنفساء الصينية، أو السوسة الصينية، أو خنفساء الفول السوداني، أو خنفساء السرطان، أو خنفساء الربو). أظهرت الدراسات الطبية أنه عامل مسبب لداء المحرشفات.